# Karol Fila
Karol Fila (Danzica, 13 giugno 1998) è un calciatore polacco, difensore del Wieczysta Cracovia.

## Caratteristiche tecniche
È un terzino destro che fa della velocità e la tecnica le sue caratteristiche principali, può essere pure impiegato come esterno destro a centrocampo.

## Carriera

### Club
Cresciuto nel settore giovanile del Lechia Danzica, ha esordito in prima squadra il 22 luglio 2017 disputando l'incontro di Ekstraklasa perso 1-0 contro il KS Cracovia.
Il 24 giugno 2021, dopo 3 stagioni al Lechia, passa a titolo definitivo allo Strasburgo.

### Nazionale
È stato convocato dalla nazionale polacca Under-21 per disputare il campionato europeo di calcio Under-21 2019.

## Statistiche
Statistiche aggiornate al 6 giugno 2019.

### Presenze e reti nei club
| Stagione              | Squadra               | Campionato            | Campionato | Campionato | Coppe nazionali | Coppe nazionali | Coppe nazionali | Coppe continentali | Coppe continentali | Coppe continentali | Altre coppe | Altre coppe | Altre coppe | Totale | Totale | Totale |
| Stagione              | Squadra               | Comp                  | Pres       | Reti       | Comp            | Pres            | Reti            | Comp               | Pres               | Reti               | Comp        | Pres        | Reti        | Pres   | Reti   |        |
| --------------------- | --------------------- | --------------------- | ---------- | ---------- | --------------- | --------------- | --------------- | ------------------ | ------------------ | ------------------ | ----------- | ----------- | ----------- | ------ | ------ | ------ |
| lug.-ago. 2017        | Lechia Danzica        | EK                    | 1          | 0          | CP              | 1               | 0               |                    | -                  | -                  |             | -           | -           | 2      | 0      |        |
| ago. 2017-2018        | Chojniczanka Chojnice | 1L                    | 14         | 0          | CP              | 0               | 0               |                    | -                  | -                  |             | -           | -           | 14     | 0      |        |
| 2018-2019             | Lechia Danzica        | EK                    | 29         | 2          | CP              | 3               | 0               |                    | -                  | -                  |             | -           | -           | 32     | 2      |        |
| 2019-2020             | Lechia Danzica        | EK                    | 31         | 0          | CP              | 5               | 0               | UEL                | 2                  | 0                  | SP          | 1           | 0           | 39     | 0      |        |
| 2020-2021             | Lechia Danzica        | EK                    | 26         | 1          | CP              | 3               | 1               |                    | -                  | -                  |             | -           | -           | 29     | 2      |        |
| Totale Lechia Danzica | Totale Lechia Danzica | Totale Lechia Danzica | 86         | 3          |                 | 11              | 1               |                    | 2                  | 0                  |             | 1           | 0           | 100    | 4      |        |
| 2021-2022             | Strasburgo            | L1                    | 16         | 0          | CF              | 1               | 0               |                    | -                  | -                  |             | -           | -           | 17     | 0      |        |
| Totale carriera       | Totale carriera       | Totale carriera       | 117        | 3          |                 | 13              | 1               |                    | 2                  | 0                  |             | 1           | 0           | 133    | 4      |        |

## Palmarès

### Club

#### Competizioni nazionali
- Coppa di Polonia: 1

Lechia Danzica: 2018-2019
- Supercoppa di Polonia: 1

Lechia Danzica: 2019